# Merkuriuspassage (Neptunus)
Merkuriuspassage benämns det som inträffar när planeten Merkurius passerar framför solen sett från Neptunus, men även från Venus, Jorden, Mars, Jupiter, Saturnus och Uranus. Merkurius kan då ses som en liten svart skiva som långsamt rör sig över solens yta.
Den senaste Merkuriuspassagen från Neptunus skedde den 20 juni 1960 och nästa passage kommer att inträffa den 30 november 2037.
Den synodiska perioden för Merkurius och Neptunus är 88 dygn. Den inbördes inklinationen mellan banorna är ungefär 7 grader.

## Tidtabell för Merkuriuspassager från Neptunus[2]
Merkuriuspassager från Neptunus inträffar i täta serier med 88 dygns intervall. En sådan serie inträffade februari 1956 – juni 1960. Nästa serie inträffar efter ett uppehåll på 321 synodiska perioder, november 2037 – september 2043.
| Serie från 1956   | Serie från 2037   | Serie från 2120   |
| ----------------- | ----------------- | ----------------- |
| 15 februari 1956  | 30 november 2037  | 12 november 2120  |
| 14 maj 1956       | 26 februari 2038  | 9 februari 2121   |
| 10 augusti 1956   | 25 maj 2038       | 8 maj 2121        |
| 6 november 1956   | 22 augusti 2038   | 4 augusti 2121    |
| 2 februari 1957   | 18 november 2038  | 31 oktober 2121   |
| 1 maj 1957        | 14 februari 2039  | 27 januari 2122   |
| 28 juli 1957      | 13 maj 2039       | 25 april 2122     |
| 24 oktober 1957   | 9 augusti 2039    | 22 juli 2122      |
| 21 januari 1958   | 5 november 2039   | 18 oktober 2122   |
| 19 april 1958     | 1 februari 2040   | 15 januari 2123   |
| 16 juli 1958      | 29 april 2040     | 4 april 2123      |
| 12 oktober 1958   | 26 juli 2040      | 10 juli 2123      |
| 8 januari 1959    | 22 oktober 2040   | 6 oktober 2123    |
| 6 april 1959      | 18 januari 2041   | 2 januari 2124    |
| 3 juli 1959       | 16 april 2041     | 30 mars 2124      |
| 29 september 1959 | 13 juli 2041      | 26 juni 2124      |
| 27 december 1959  | 9 oktober 2041    | 23 september 2124 |
| 24 mars 1960      | 5 januari 2042    | 20 december 2124  |
| 20 juni 1960      | 3 april 2042      | 18 mars 2125      |
|                   | 1 juli 2042       |                   |
|                   | 27 september 2042 |                   |
|                   | 24 december 2042  |                   |
|                   | 22 mars 2043      |                   |
|                   | 18 juni 2043      |                   |
|                   | 14 september 2043 |                   |